# Sandusky (Ohio)
Sandusky is een plaats (city) in de Amerikaanse staat Ohio, en valt bestuurlijk gezien onder Erie County. Sandusky ligt aan de zuidelijke oever van het Eriemeer.
De Cedar Fair Entertainment Company groep heeft hier haar hoofdkantoor gevestigd. Tevens ligt op het schiereiland voor de kust van Sandusky het pretpark Cedar Point.

## Demografie
Bij de volkstelling in 2000 werd het aantal inwoners vastgesteld op 27.844.
In 2006 is het aantal inwoners door het United States Census Bureau geschat op 26.216, een daling van 1628 (-5.8%).

## Geografie
Volgens het United States Census Bureau beslaat de plaats een oppervlakte van
56,9 km², waarvan 26,0 km² land en 30,9 km² water. Sandusky ligt op ongeveer 180 m boven zeeniveau.

## Plaatsen in de nabije omgeving
De onderstaande figuur toont nabijgelegen plaatsen in een straal van 12 km rond Sandusky.